# Pleasure Beach Blackpool

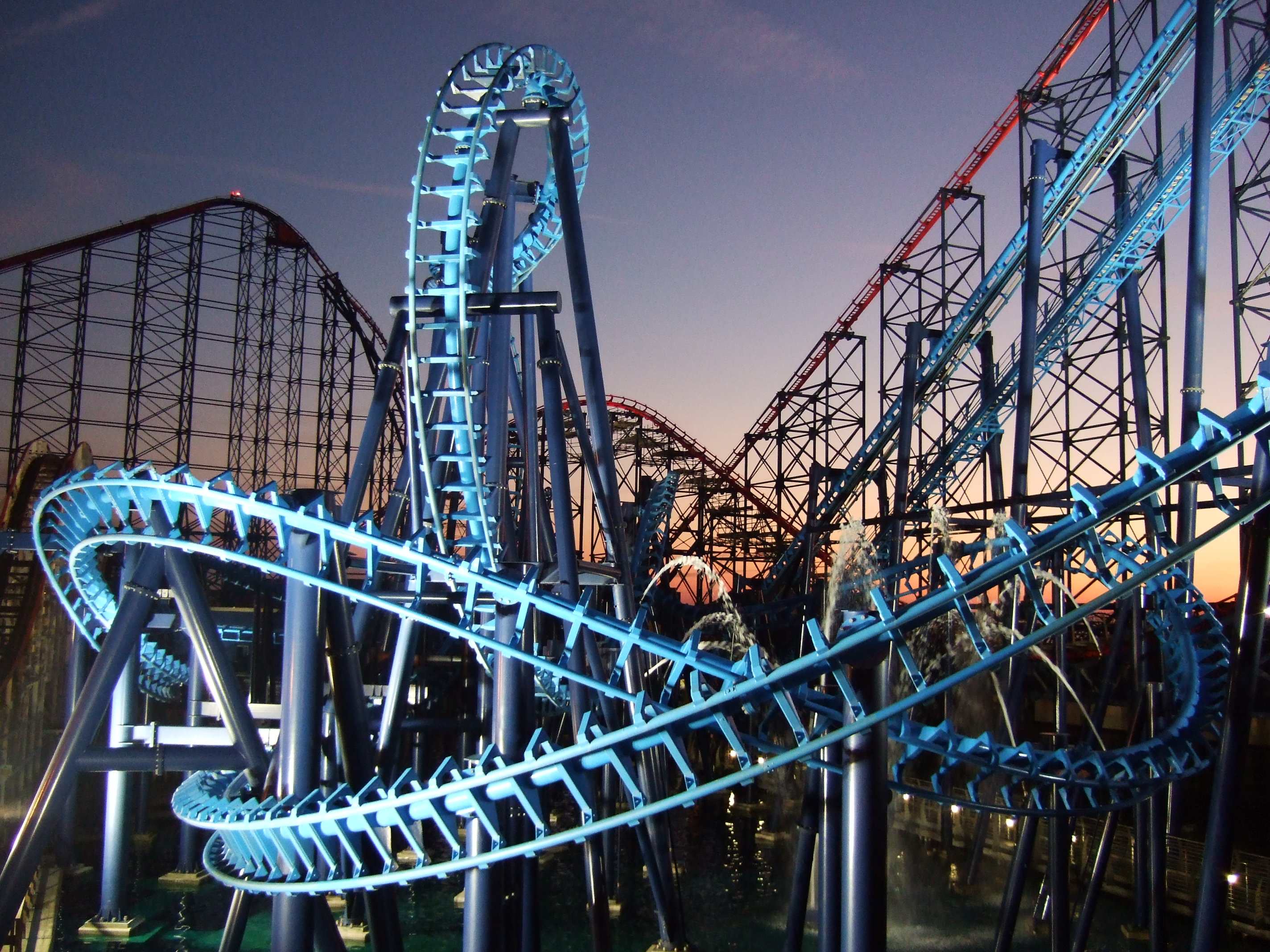
De omgekeerde achtbaan Infusion

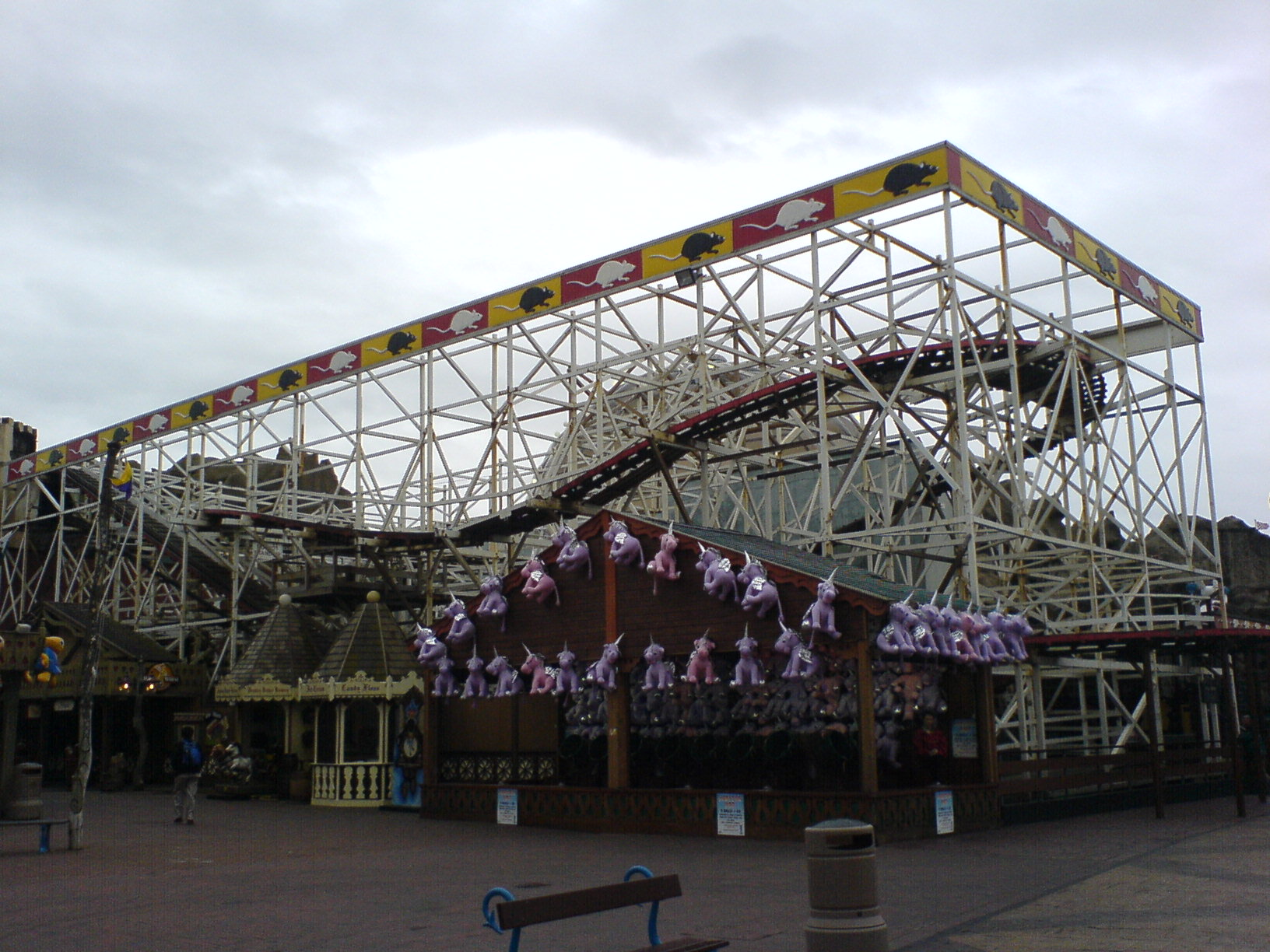
De voormalige houten wildemuisachtbaan Wild Mouse

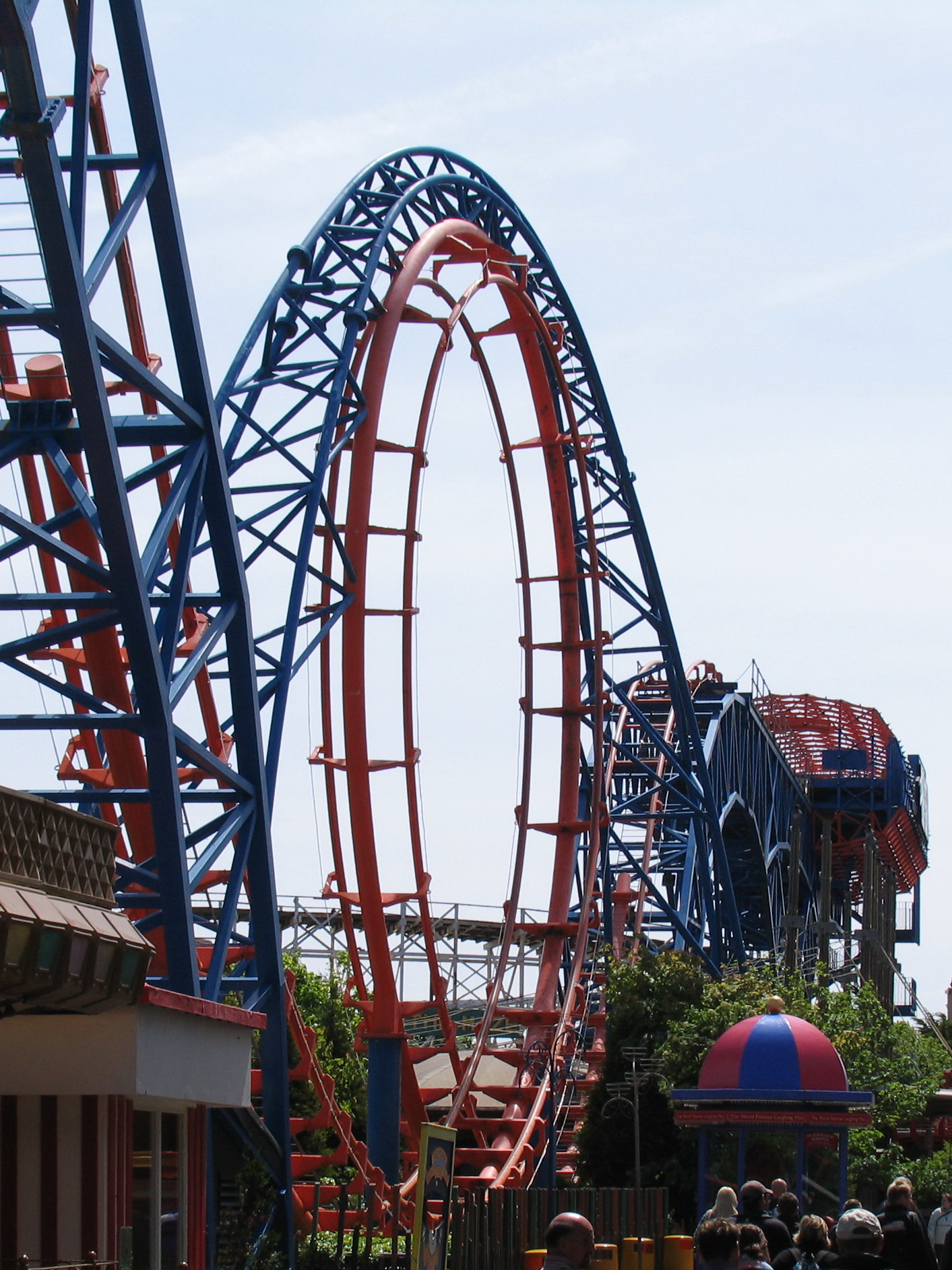
De Revolution in 2006

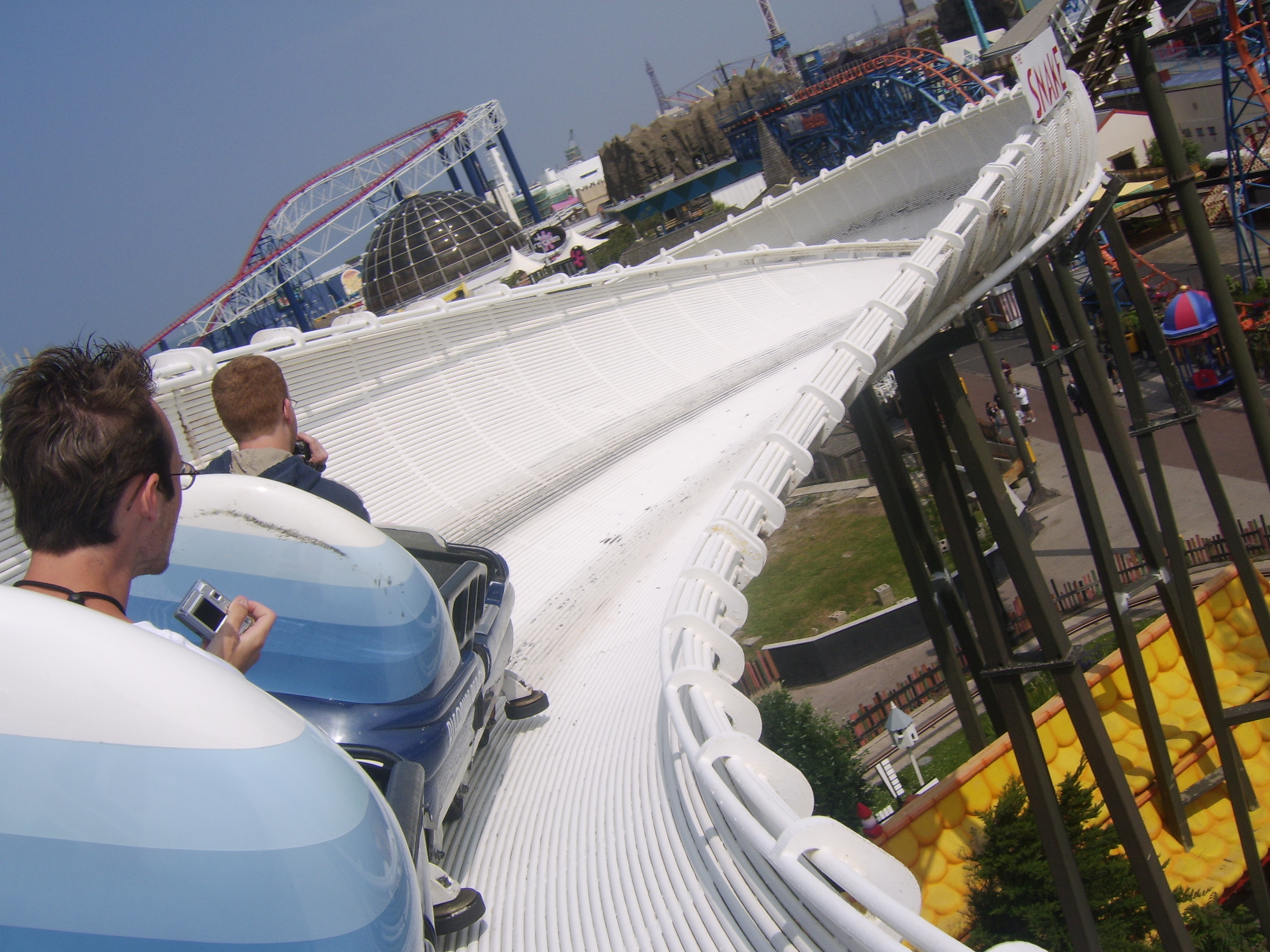
De Avalanche

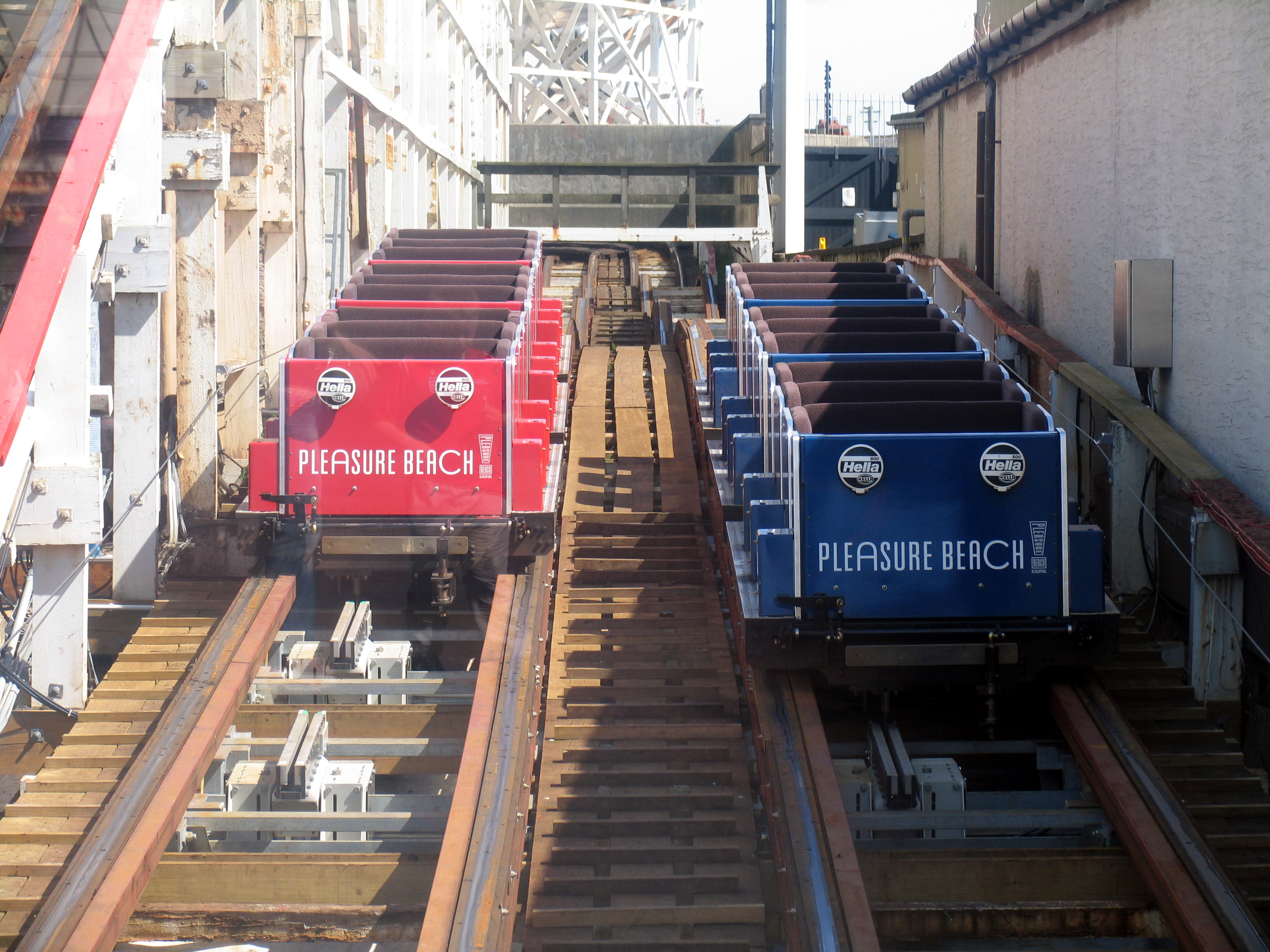
De treinen van Grand National.

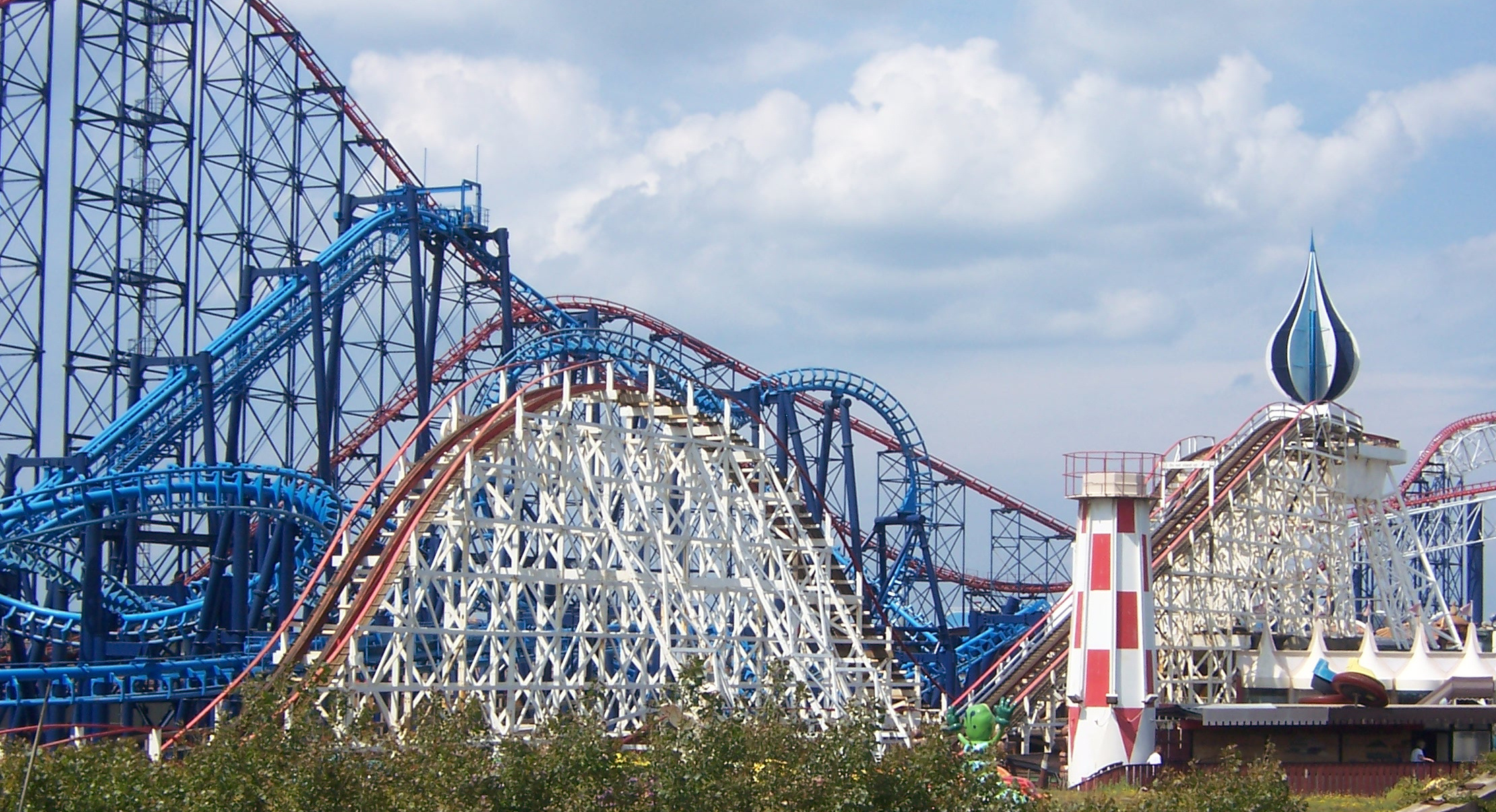
Op de voorgrond de Big Dipper met daarachter de Infusion en de Big One

Pleasure Beach Resort is een attractiepark in Blackpool, Lancashire, Engeland. Het park is tussen februari en november geopend.
Pleasure Beach Resort is een van de meest bezochte parken van Europa met ongeveer vijf tot zes miljoen bezoekers per jaar. Deze jaarlijkse bezoekcijfers berusten echter op schattingen, want Pleasure Beach Blackpool was namelijk gratis te betreden tot 2008. In 2009 is hier verandering in gekomen door de invoer van een entreeprijs van £5. Hierna kun je beslissen of je per attractie betaalt of een Unlimited polsbandje koopt waarmee je in alle attracties kunt. Er is hierover eerst ophef ontstaan onder de horeca en bedrijven op het gebied, die vreesden hierdoor minder bezoekers te krijgen.

## Historie
Het park is opgericht in 1896 door William George Bean, die zei dat het de bedoeling was een attractiepark te openen in de Amerikaanse stijl. Het was de bedoeling om volwassenen zich kind te laten voelen.
Pleasure Beach Blackpool telt bijna 60 attracties, waaronder enkele spectaculaire en bijzondere achtbanen. Zo vindt men er de Big One, die bij de opening de hoogste, snelste én steilste achtbaan ter wereld was, de in zijn geheel over het water gebouwde omgekeerde achtbaan Infusion en de eerste stalen achtbaan van Europa met een inversie, de Revolution uit 1979. Daarnaast staan er nog vele klassieke achtbanen zoals de houten achtbaan Big Dipper uit 1923 en de houten möbiusachtbaan Grand National uit 1935.
De originele spooktrein is geopend in 1930 en werd inmiddels vervangen.
In 1987 opende er een treinstation aan het pretpark.
Tussen het seizoen van 2010 en 2011 werd het kinderthemagebied Beaver Creek vervangen in Nickelodeon Land, nadat het park een contract had afgesloten met Viacom.

## Attracties anno 2025

### Achtbanen
- Avalanche
- Big Dipper
- The Big One
- Blue Flyer
- Grand National
- ICON
- Infusion
- Nickelodeon Streak
- Revolution
- Steeplechase

### Indoorattracties
- Pasaje del Terror - Spookhuis
- Pleasure Beach Arena - Schaatsen
- Ripley's Believe It or Not! - Tentoonstelling
- Valhalla - Dark water ride
- Wallace & Gromit's Thrill-O-Matic - darkride

### Nickelodeon Land
- Avatar Airbender - Disk'O Coaster
- Backyardigan's Pirate Treasure - kleine rupsbaan
- Bikini Bottom Bus Tour - Vliegend tapijt
- Diego's Rainforest Rescue - Luchtballonnencarrousel
- Dora's World Voyage - Dark water ride
- Fairy World Taxi Spin - Red baron
- Krusty Krab Order Up - kleine shot and Drop
- Rugrats' Lost River - Boomstamattractie
- SpongeBob's Splash Battle - Twist 'n' Splash
- Wonder Pets Big Circus Bounce - Jump Around

### Overige attracties
- Adventure Golf - Minigolf
- Alice in Wonderland - Darkride
- Chinese Puzzle Maze - Doolhof
- Derby Racer - Draaimolen
- Ghost Train - spookhuis
- Launch Pad - Shot and Drop
- Pleasure Beach Express - Rondrit
- Sir Hiram Maxim's Captive Flying Machine - zweefmolen

### Entertainment
- Horseshoe

Christian Farla Magic & Illusions
- Globe
- Arena
- Paradise Room
- Star
- Planet Rock
- Dancing Water Show

### Arcades[4]
- Beach Amusement
- Boulevard Amusement
- Bowladrome
- Candy House Amusement
- Millennium Dome
- Playdium Amusement

Huidig:
Avalanche · 
Big Dipper ·
Blue Flyer ·
Grand National ·
Icon ·
Infusion ·
Revolution ·
Nickelodeon Streak ·
The Big One ·
Steeplechase
Verdwenen:
Big Apple · 
Circus Clown · 
Cyclone · 
Scenic Railway · 
Space Invader 2 · 
Tokaydo Express · 
Velvet Coaster · 
Vikingar · 
Virginia Reel ·
Wild Mouse
1. Disneyland Park · 2. Europa-Park · 3. Efteling · 4. Walt Disney Studios Park · 5. Tivoli · 6. PortAventura Park · 7. Liseberg · 8. Gardaland · 9. Legoland Windsor · 10. Puy du Fou · 11. Legoland Billund · 11. Legoland Deutschland · 13. Parque Warner Madrid · 14. Parc Astérix · 15. Alton Towers · 16. Phantasialand · 17. Thorpe Park · 18. Futuroscope · 19. Gröna Lund · 20. Chessington World of Adventures